# Зів Михайло Павлович
Миха́йло Па́влович Зів (рос. Михаил Павлович Зив; 25 травня 1921, Москва, СРСР — 30 травня 1994, Москва, Росія) — радянський російський композитор. Заслужений діяч мистецтв РРФСР (1979).

## Біографічні відомості
Закінчив Московську консерваторію (1947, педагог — Дмитро Кабалевський). 
У 1984—85 рр. читав курс лекцій «Музична композиція» на Вищих курсах сценаристів та режисерів.
Працював у художньому, мультиплікаційному та науково-популярному кіно. 

## Фільмографія
Автор музики до фільмів:
- «Першокласниця» (1948)
- «Нахлібник» (1953, фільм-спектакль)
- «Школа мужності» (1954)
- «Васьок Трубачов і його товариші» (1955)
- «Крах емірату» (1955)
- «Священна кров» (1956)
- «Перші радощі» (1956)
- «Незвичайне літо» (1957)
- «Випадок на шахті вісім» (1957)
- «Загін Трубачова бореться» (1957)
- «Путівкою Леніна» (1957)
- «Балада про солдата» (1959)
- «Життя пройшло повз» (1959)
- «Чисте небо» (1961)
- «Павлуха» (1962)
- «Людина, яка сумнівається» (1963)
- «Ку-ка-ре-ку!» (1963, мультфільм)
- «Містер Твістер» (1963, мультфільм)
- «Як кошеняті збудували будинок» (1963, мультфільм)
- «Синій зошит» (1963)
- «Зірка Улугбека» (1964)
- «Попався» (1964, мультфільм)
- «Жабеня шукає тата» (1964, мультфільм)
- «Співробітник НК» (1964)
- «Від семи до дванадцяти» (1965)
- «Тіні старого замку» (1966)
- «Королівська регата» (1966)
- «Невідома...» (1966)
- «Митя» (1967, фільм-спектакль)
- «Пригоди барона Мюнхаузена» (1967, мультфільм)
- «Крізь час» (1967, документальний)
- «Випадок зі слідчої практики» (1968, Одеська кіностудія)
- «…І знову травень!» (1968)
- «Комедіант» (1968, мультфільм)
- «Чуня» (1968, мультфільм)
- «Свій» (1969)
- «Ленін. Сторінки біографії» (1969, документальний)
- «Злочин і кара» (1969)
- «Крокодил Гена» (1969, мультфільм)
- «Малюнок на піску» (1969, мультфільм)
- «Відважний Робін Гуд» (1970, мультфільм)
- «У лазуровому степу» (1970)
- «У нас на заводі» (1971)
- «Скрипка піонера» (1971, мультфільм)
- «Мішок яблук» (1974, мультфільм)
- «Вважайте мене дорослим» (1974)
- «У країні пасток» (1975, мультфільм)
- «Картина. Їхав Ваня» (1975, мультфільм)
- «Дні хірурга Мішкіна» (1976)
- «Незнайко в Сонячному місті» (1976, мультфільм) — «Чарівник з'являється знову» (10-та серія)
- «Трясовина» (1977)
- «Гонки без фінішу» (1977)
- «Солодкоголосий птах юності» (1978, фільм-спектакль)
- «Мій приятель світлофор» (1978, мультфільм)
- «Тактика бігу на довгу дистанцію» (1978)
- «Корпус генерала Шубникова» (1980)
- «Надзвичайні обставини» (1980)
- «Свинопас» (1980, мультфільм)
- «Скринька Марії Медичі» (1980)
- «Чорний трикутник» (1981)
- «Жив-був Савушкін» (1981, мультфільм)
- «Дочка командира» (1981)
- «Тривожна неділя» (1983)
- «Тайговий моряк» (1983)
- «Жив відважний капітан» (1985)
- «Прощання слов'янки» (1985)
- «Полювання на дракона» (1986)
- «Птахам крила не у тягість» (1989)
- «Крокодил Гена» (2010, мультфільм)
- «Чебурашка» (2013, мультфільм)